# Le Mélomane
Le Mélomane je francouzský němý film z roku 1903. Režisérem je Georges Méliès (1861–1938). Film trvá zhruba 3 minuty.

## Děj
Hudební mistr promění pět telegrafních linek na notovou osnovu, kam postupně zavěsí své naklonované hlavy, aby vyhlaskovaly melodii písně „God Save the King“ pro jeho kapelu, která se vzápětí přidá.